# Mariestad (comuna)
Mariestad ou Mariestádio (em sueco: Mariestad kommun) é uma comuna da Suécia localizada no condado da Gotalândia Ocidental. Sua capital é a cidade de Mariestad. Possui 602 quilômetros quadrados e segundo censo de 2018, havia 24 372.